# Романчук Іван Валентинович
Іван Валентинович Романчук (нар. 7 березня 1990, Івано-Франківськ, УРСР) — український футболіст, нападник аматорського клубу «Колос» (Лазорки).

## Кар'єра гравця
Вихованець івано-франківського «Спартака». У січні 2007 року перейшов до «Ворскли», але жодного офіційного поєдинку за першу команду так і не зіграв. Натомість захищав кольори дубля «ворсклян», за який провів 34 матчі та відзначився 5-а голами.
Влатку 2009 року на правах піврічної оренди перейшов у «Кремінь». Дебютував за кременчуцьку команду 18 липня 2009 року в програному (1:2) виїзному поєдинку 1-о попереднього раунду кубку України проти іллічівського «Бастіону». Іван вийшов на поле в стартовому складі, а на 78-й хвилині його замінив Валентин Немченко. У Другій лізі в футболці «Кременя» дебютував 25 липня 2009 року в нічийному (1:1) виїзному поєдинку 1-о туру групи Б проти ФК «Сум». Романчук вийшов на поле на 65-й хвилині, замінивши Анатолія Тининика. Єдиним голом у складі кременчуцького клубу відзначився 1 листопада 2009 року на 90-й хвилині переможного 2:0 виїзного поєдинку 15-о туру групи Б Другої ліги проти маріупольського «Іллічівця-2». Іван вийшов на поле на 79-й хвилині, замінивши Ігора Кірієнка. За «Кремінь» у Другій лізі зіграв 12 матчів та відзначився 1 голом, ще 1 поєдинок провів у кубку України. По завершенні оренди повернувся до Полтави.
В другій частині сезону 2009/10 років захищав кольори харківського «Геліоса». Дебютував у футболці харківського клубу 14 березня 2010 року в переможному (2:0) домашньому поєдинку 17-о туру Першої ліги проти тернопільської «Ниви». Романчук вийшов на поле на 51-й хвилині, замінивши Сергія Колесника, а на 62-й хвилині отримав жовту картку. Дебютним голом за харківську команду відзначився 29 березня 2010 року на 60-й хвилині переможного (1:0) домашнього поєдинку 20-о туру Першої ліги проти білоцерківського «Арсеналу». Іван вийшов на поле на 46-й хвилині, замінивши Олександра Яровенка. За «сонячних» у Першій лізі зіграв 13 матчів та відзначився 2-ма голами.
У 2011 році виступав у складі «Нового Життя» (Андріївка) виступав в аматорському чемпіонаті України. 
У 2012 році перейшов до ялтинської «Жемчужини». Дебютував у футболці «кримців» 25 липня 2012 року в переможному (2:0) виїзному поєдинку 1-о попереднього раунду кубку України проти одеського СКА. Романчук вийшов у стартовому складі, а на 80-й хвилині його замінив Олег Філь. У Другій лізі дебютував за ялтинський клуб 29 липня 2012 року в програному (0:2) виїзному поєдинку 3-о туру групи Б проти «Кременя». Іван вийшов на поле в стартовому складі та відіграв увесь матч. Єдиним голом у складі ялтинців відзначився 14 жовтня 2012 року на 70-й хвилині програного (1:3) виїзного поєдинку 17-о туру групи Б Другої ліги проти «Полтави-2-Карлівки». Романчук вийшов на поле в стартовому складі та відіграв увесь матч. У футболці кримського клубу в Другій лізі зіграв 19 матчів та відзначився 1 голом, ще 3 матчі відіграв у кубку України.
У 2013 році виступав у «Ретро» (Ватутіне), по ходу сезону перейшов до «Олімпії» (Савинці). З 2014 по 2015 рік захищав кольори «Тепловика» (Івано-Франківськ) та «Агробізнес TSK» (Ромни).
У 2016 році перейшов до горностаївського «Миру». Дебютував у складі горностаївського клубу 26 березня 2016 року в програному (3:4) домашньому поєдинку 16-о туру Другої ліги проти кременчуцького «Кременя». Іван вийшов на поле в стартовому складі та відіграв увесь матч, а на 47-й хвилині поєдинку відзначився голом у ворота суперників. У складі «Миру» в Другій лізі зіграв 10 матчів та відзначився 1 голом.
З 2016 року захищає кольори аматорського клубу «Колос» (Лазорки).

## Клубна статистика
Станом на 1 листопада 2009
| Клуб           | Сезон   | Ліга  | Ліга | Кубок | Кубок | Total | Total |
| Клуб           | Сезон   | Матчі | Голи | Матчі | Голи  | Матчі | Голи  |
| -------------- | ------- | ----- | ---- | ----- | ----- | ----- | ----- |
| «Ворскла» U-21 | 2007-08 | 9     | 0    | 0     | 0     | 9     | 0     |
| «Ворскла» U-21 | 2008-09 | 25    | 4    | 0     | 0     | 25    | 4     |
| «Ворскла» U-21 | Загалом | 34    | 4    | 0     | 0     | 41    | 4     |
| «Кремінь»      | 2009-10 | 12    | 0    | 1     | 0     | 8     | 0     |
| «Кремінь»      | Загалом | 12    | 0    | 1     | 0     | 8     | 0     |
| Кар'єра        | Загалом | 46    | 4    | 1     | 0     | 47    | 4     |

## Освіта
Закінчив Івано-Франківський коледж фізичного виховання.